# Округ Дјечин
Округ Дјечин (чеш. Okres Děčín) је округ у Устечком крају, у Чешкој Републици. Административно средиште округа је град Дјечин.

## Становништво
Према подацима о броју становника из 2012. године округ је имао 132.718 становника.